# Terra Nova (kommun i Brasilien, Bahia, lat -12,39, long -38,62)
Terra Nova är en kommun i Brasilien.   Den ligger i delstaten Bahia, i den östra delen av landet, 1 100 km öster om huvudstaden Brasília. Antalet invånare är 12 806.
Omgivningarna runt Terra Nova är huvudsakligen savann. Runt Terra Nova är det ganska tätbefolkat, med 93 invånare per kvadratkilometer.